# Kyzyl-Suu
Kyzyl-Suu (kirgiziska: Кызыл-Суу) är en ort i östra Kirgizistan som utgör huvudort i distriktet Jeti-Ögüz i provinsen Ysyk-Köl. Orten ligger cirka 290 kilometer öster om huvudstaden Bisjkek på en höjd av 1 757 meter över havet. Antalet invånare 2015 var 16 927.
Orten hette tidigare Pokrovka (ryska: Покровка).

## Geografi
Terrängen runt Kyzyl-Suu är kuperad åt sydost, men åt nordväst är den platt. Runt Kyzyl-Suu är det mycket glesbefolkat, med 6 invånare per kvadratkilometer. Kyzyl-Suu är det största samhället i trakten. Trakten runt Kyzyl-Suu består i huvudsak av gräsmarker.

### Klimat
Ett kallt stäppklimat råder i trakten. Årsmedeltemperaturen i trakten är 4 °C. Den varmaste månaden är augusti, då medeltemperaturen är 16 °C, och den kallaste är januari, med −14 °C. Genomsnittlig årsnederbörd är 540 millimeter. Den regnigaste månaden är augusti, med i genomsnitt 68 mm nederbörd, och den torraste är januari, med 20 mm nederbörd.